# Andrea del Verrocchio

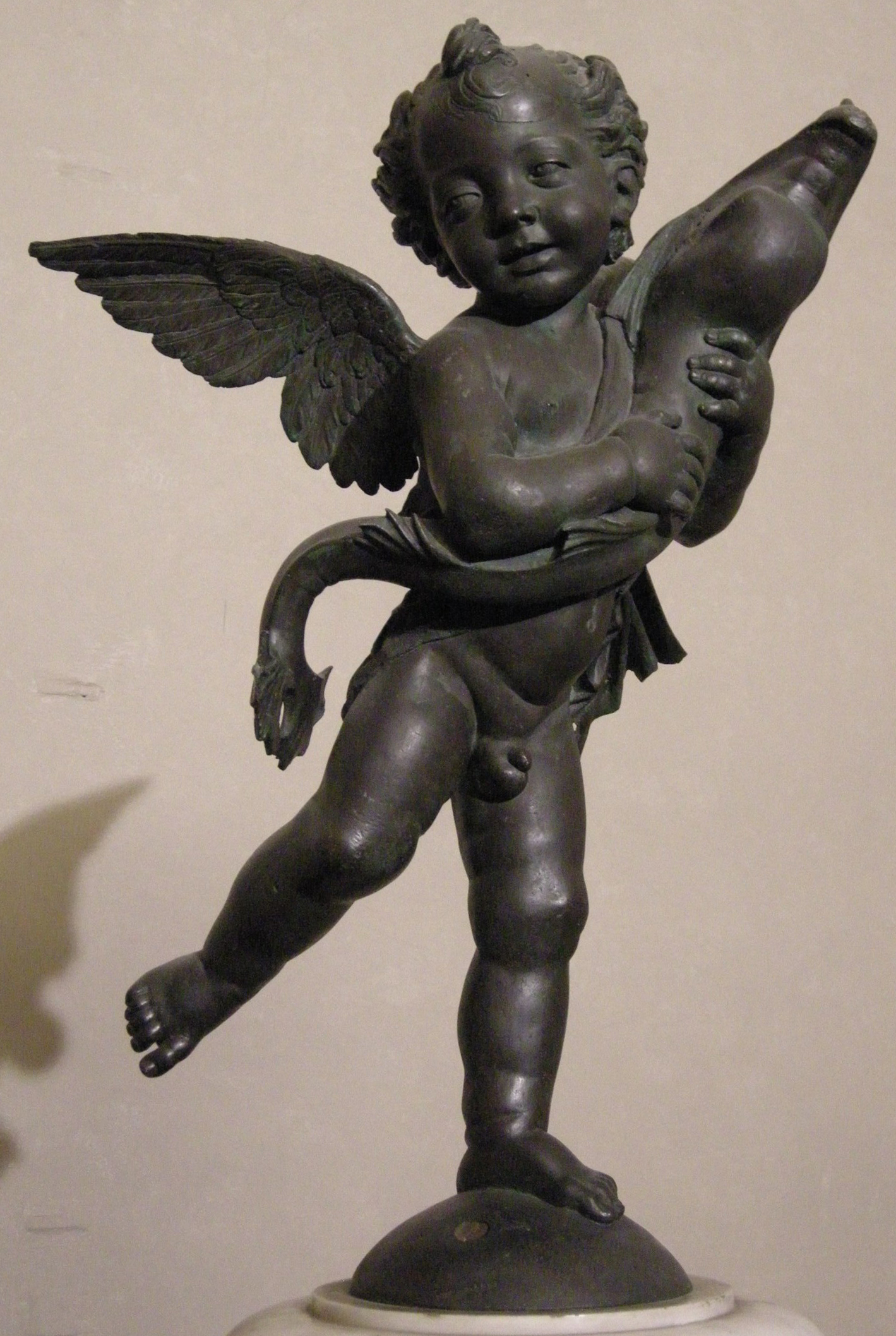
Putto mit Delfin (Palazzo Vecchio, Florenz)

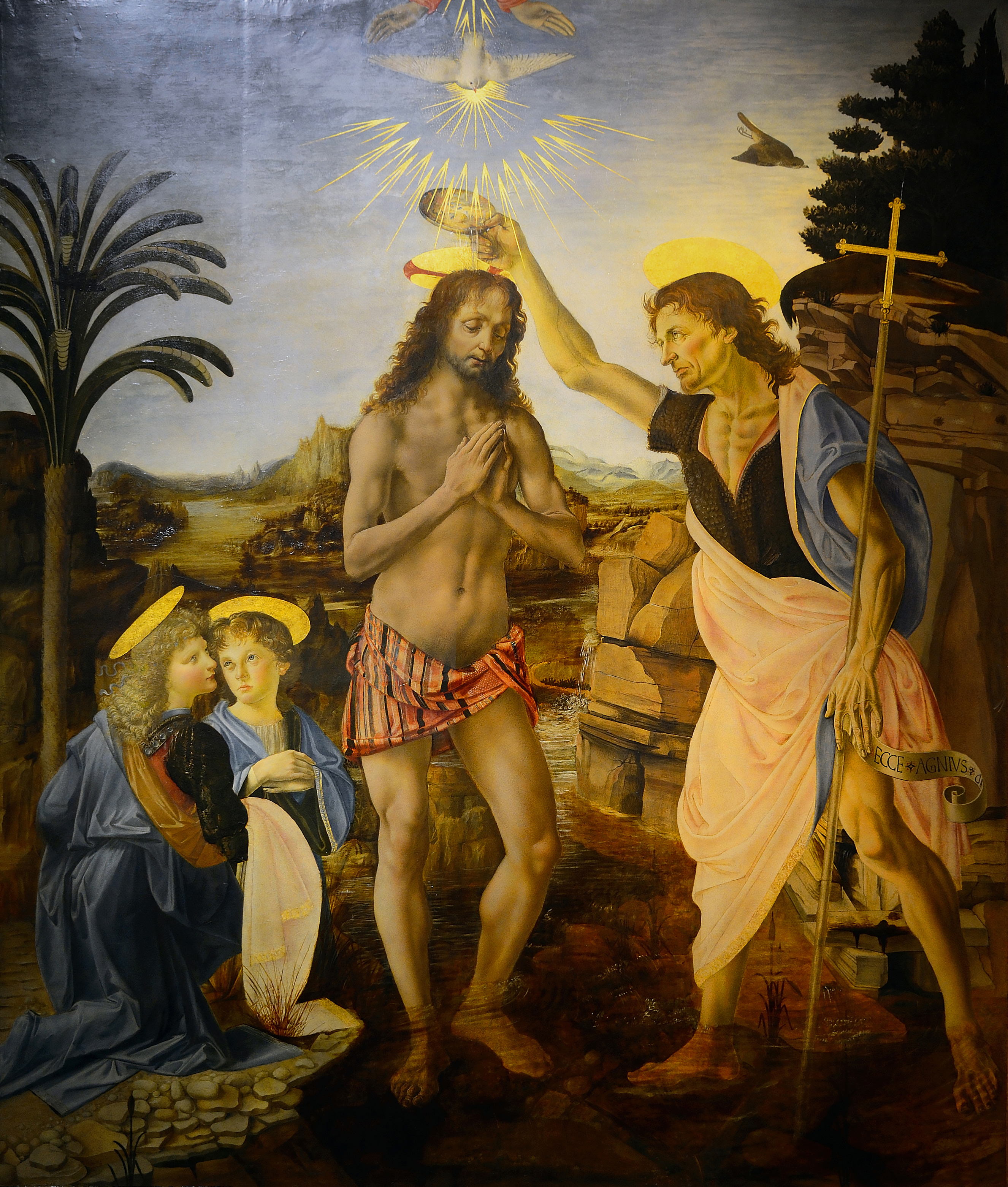
Taufe Christi, um 1475 (Uffizien, Florenz)

Andrea del Verrocchio, eigentlich Andrea di Michele Cioni (* 1435 in Florenz; † 7. Oktober 1488 in Venedig) war als Bildhauer und Maler einer der einflussreichsten Künstler in der Übergangszeit von der Früh- zur Hochrenaissance.

## Leben
Verrocchio war der Sohn des Ziegelbrenners Michele di Francesco Cioni. Seine Geschwister waren der acht Jahre jüngere Tommaso, eine jüngere früh verstorbene und drei weitere Schwestern. Der Vater starb in der zweiten Hälfte der 1450er Jahre und Verrocchio wohnte mit seiner Stiefmutter im Borgo von San Ambrogio in Florenz. Über seine frühen Jahre ist nur wenig Gesichertes bekannt.
Nach einer Quelle des 17. Jahrhunderts lernte er beim Goldschmied Giuliano da Verrocchio, dessen Namen er annahm, und nicht bei den berühmten Ghiberti und Michelozzo. Auch soll er eine Ausbildung als Bildhauer erhalten haben. Mitte der 1460er Jahre begann unter der tatkräftigen Förderung durch Piero de’ Medici und dessen Sohn Lorenzo il Magnifico sein Aufstieg als Bildhauer. Zur selben Zeit scheint er sich intensiver mit Malerei beschäftigt zu haben; es ist jedoch unsicher, ob bzw. wo er gelernt hat. Spekuliert wurde über Alesso Baldovinetti oder Fra Filippo Lippi. 1472 trat er der Lukas-Bruderschaft der Maler bei. Verrocchio wurde Kurator der Antikensammlung der Familie Medici in Florenz. Als Restaurator hatte er Gelegenheit, antike Statuen eingehend zu studieren und so die Grundlagen seiner eigenen Werke zu schaffen.
Über zwei Jahrzehnte lang leitete er eine produktive, universell ausgerichtete große Werkstatt, in der neben Skulpturen und Gemälden auch Kunsthandwerk wie Kostüme und Ausstattung für Festlichkeiten angefertigt wurden. Sie war gleichzeitig eine gut besuchte Ausbildungsstätte für junge Künstler der Hochrenaissance, unter anderen Sandro Botticelli, Lorenzo di Credi, Leonardo da Vinci (unterrichtet etwa von 1470 bis 1477), und Perugino.
Verrocchio heiratete nicht. Lange unterstützte er seine Schwester Margarita, deren Kinder vorübergehend in seinem Haus wohnten.

## Werke

### Skulpturen

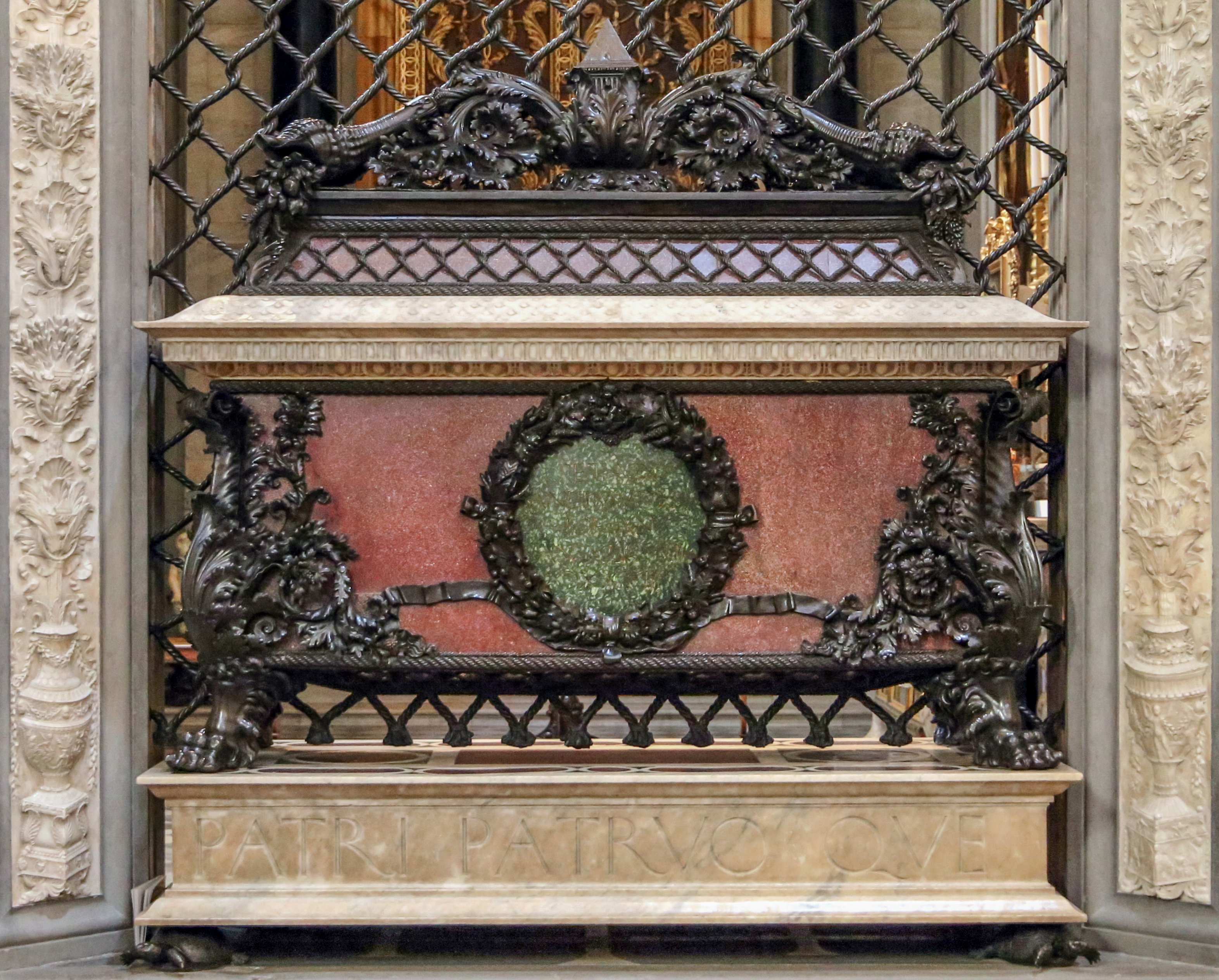
Grabmonument für Piero und Giovanni de’ Medici, 1472, San Lorenzo

Bedeutend war Verrocchio vor allem als Bildhauer, seine Werkstatt war führend im Florenz seiner Zeit. Beim 1472 fertiggestellten Grabmal für Piero und Giovanni de’ Medici in San Lorenzo, einem Sarkophag in einem Durchbruch zwischen der Sacrestia Vecchia und der Kosmas und Damian geweihten Medicikapelle, beeindruckt die originelle Komposition. Vor 1476 schuf er eine Bronzefigur des David, ausdrucksvoll mit lebendigem Schönheitsideal. Mit dem unvollendeten Grabrelief des Kardinals Forteguerri nimmt Verrocchio die theatralischen Effekte der barocken Bildhauerkunst vorweg. Von 1475 stammt ein Terracotta-Relief der Maria mit Kind (jetzt im Bargello in Florenz).
Zu seinen beeindruckendsten Werken zählt die Bronzegruppe Christus und der ungläubige Thomas in Orsanmichele, die technische Perfektion mit Gespür für Komposition und Emotionalität verbindet.
1483 erhielt er von der Republik Venedig den Auftrag, zum Andenken an den Söldnerführer (Condottiere) Bartolomeo Colleoni eine Reiterstatue zu schaffen, die erst nach seinem Tode nach dem fertigen Tonmodell gegossen und vor San Giovanni e Paolo in Venedig aufgestellt wurde. Die spannungsgeladene Reiterstatue genügt, um die Vorstellung einer ganzen Streitmacht zu evozieren, die dem Kommandanten nachdrängt. Der Colleoni beeinflusste die Entwicklung der Reiterstandbilder bis in das 19. Jahrhundert.
Seine Porträtbüsten, die Naturalismus und Idealisierung vereinen, wurden von der Antikensammlung der Medici inspiriert. Verrocchios Skulpturen zeichnen sich durch Realitätssinn aus, durch gezielt eingesetzte Licht- und Schatteneffekte und wechselseitige Durchdringung von Figur und Raum. Sie gaben damit entscheidende Anstöße für den (Florentiner) Stil der Hochrenaissance. Sein Putto mit Delfin zeigt erstmals die Spiral-Pose einer rundum ausformulierten Figur, die keine bevorzugte Betrachtungsrichtung kennt. Donatello hatte die Figur aus ihrer architektonischen Bindung mit einer Ansichtsseite gelöst, Verrocchio öffnete der Bildhauerei den Weg zum Manierismus und Barock.

Bronzen
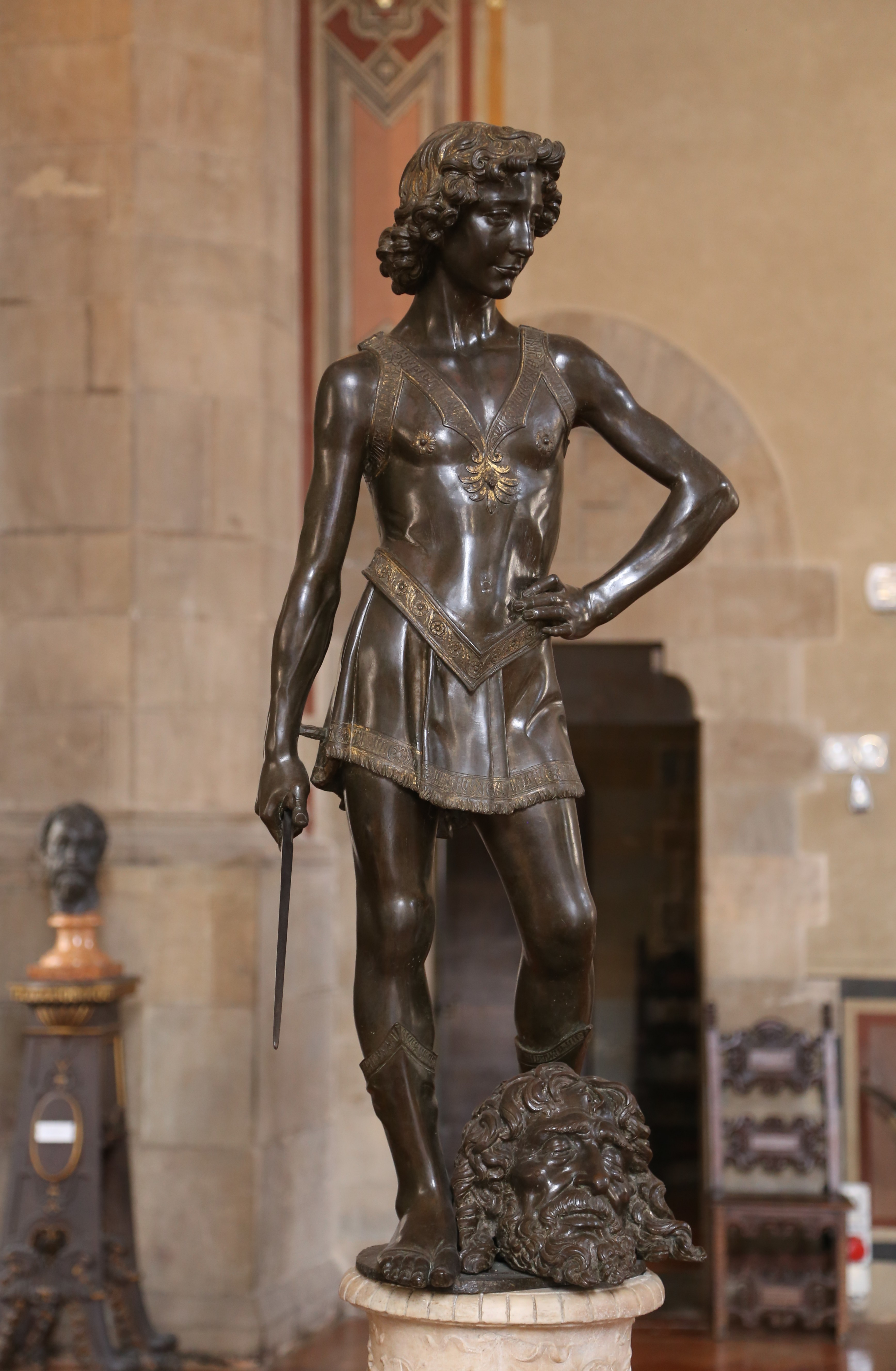
David, um 1466–69 (Bargello, Florenz)
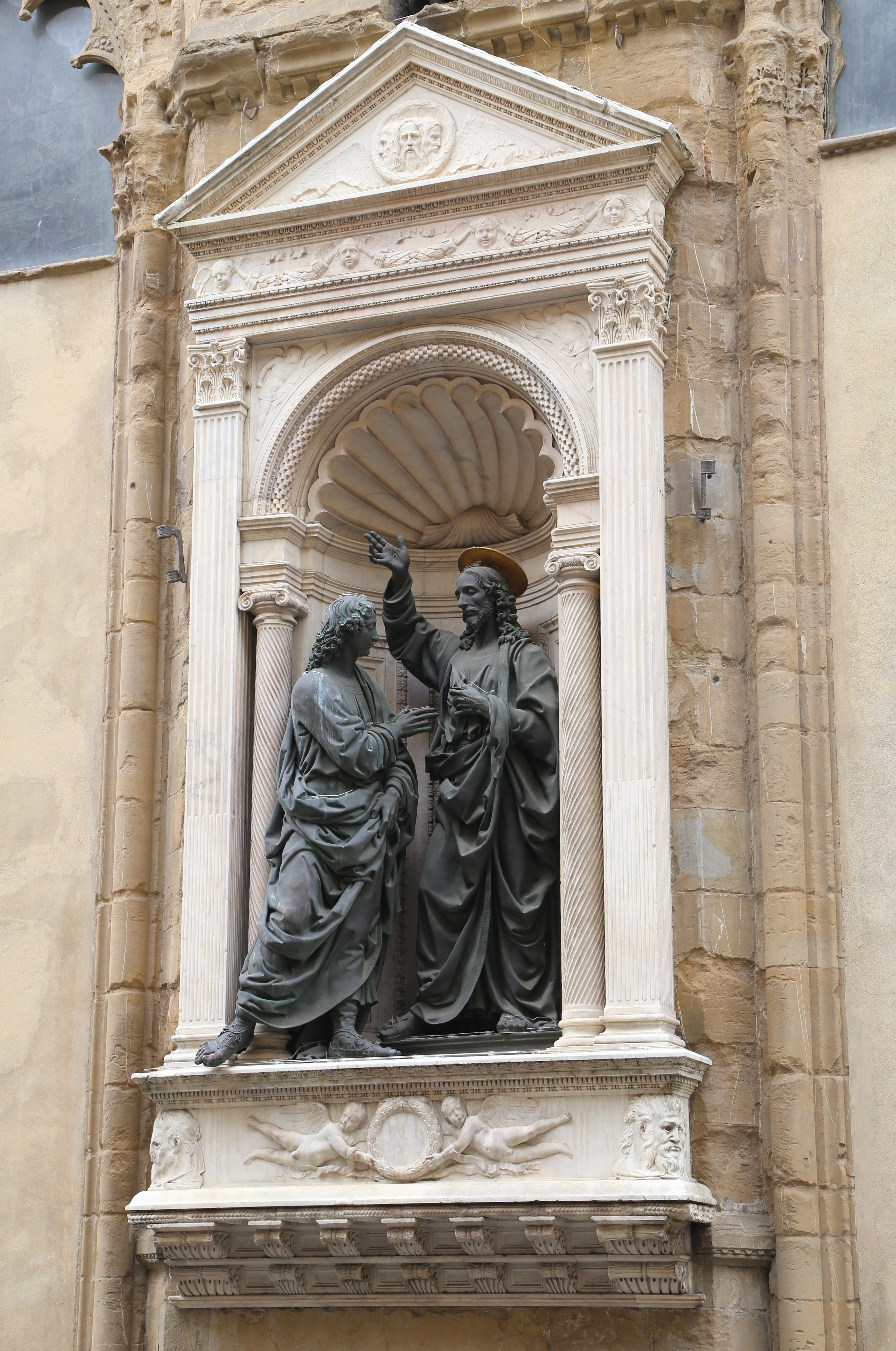
Christus und der ungläubige Thomas (Kopien an Orsanmichele, Florenz)
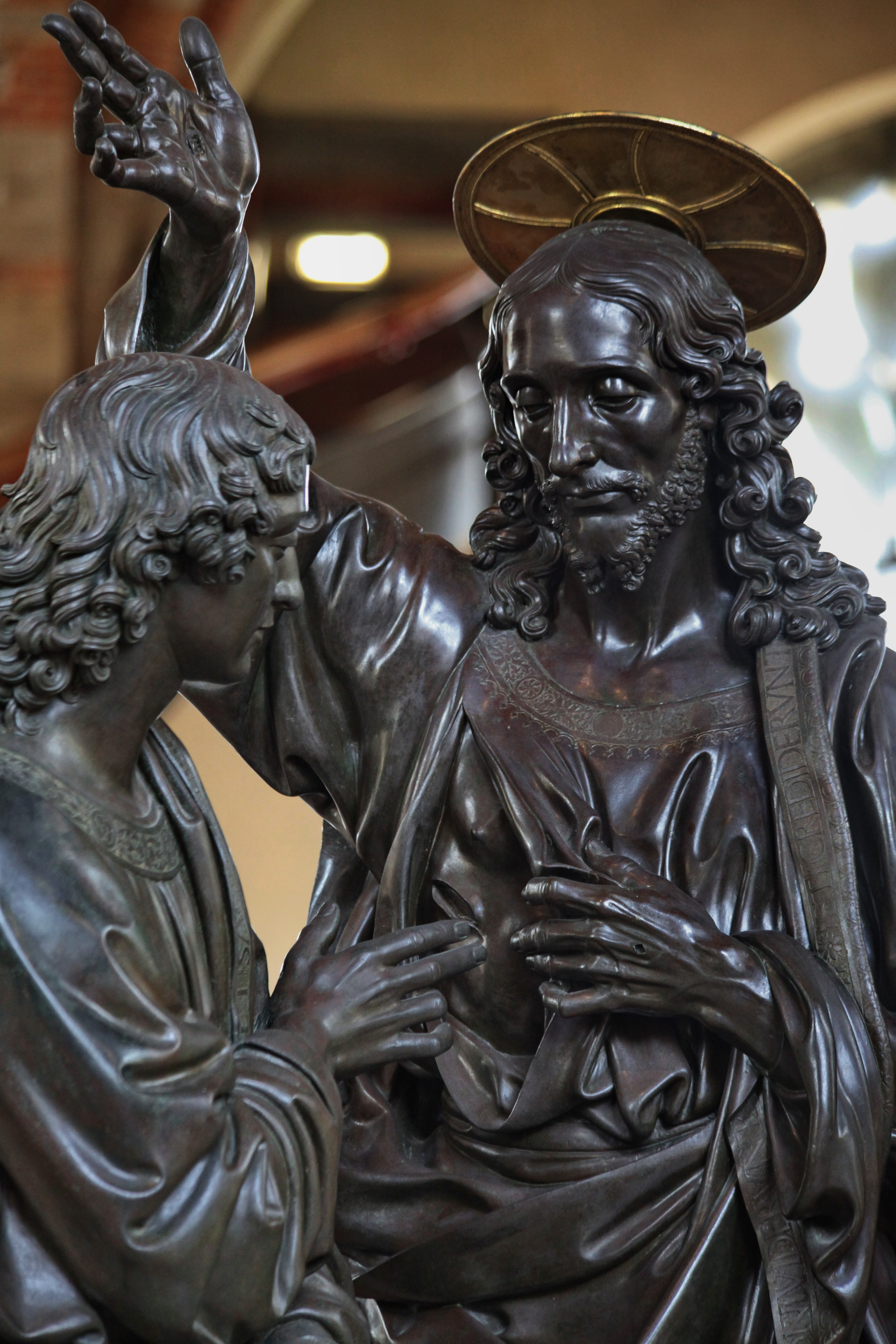
Detail der originalen Gruppe (1467–83) im Museum von Orsanmichele
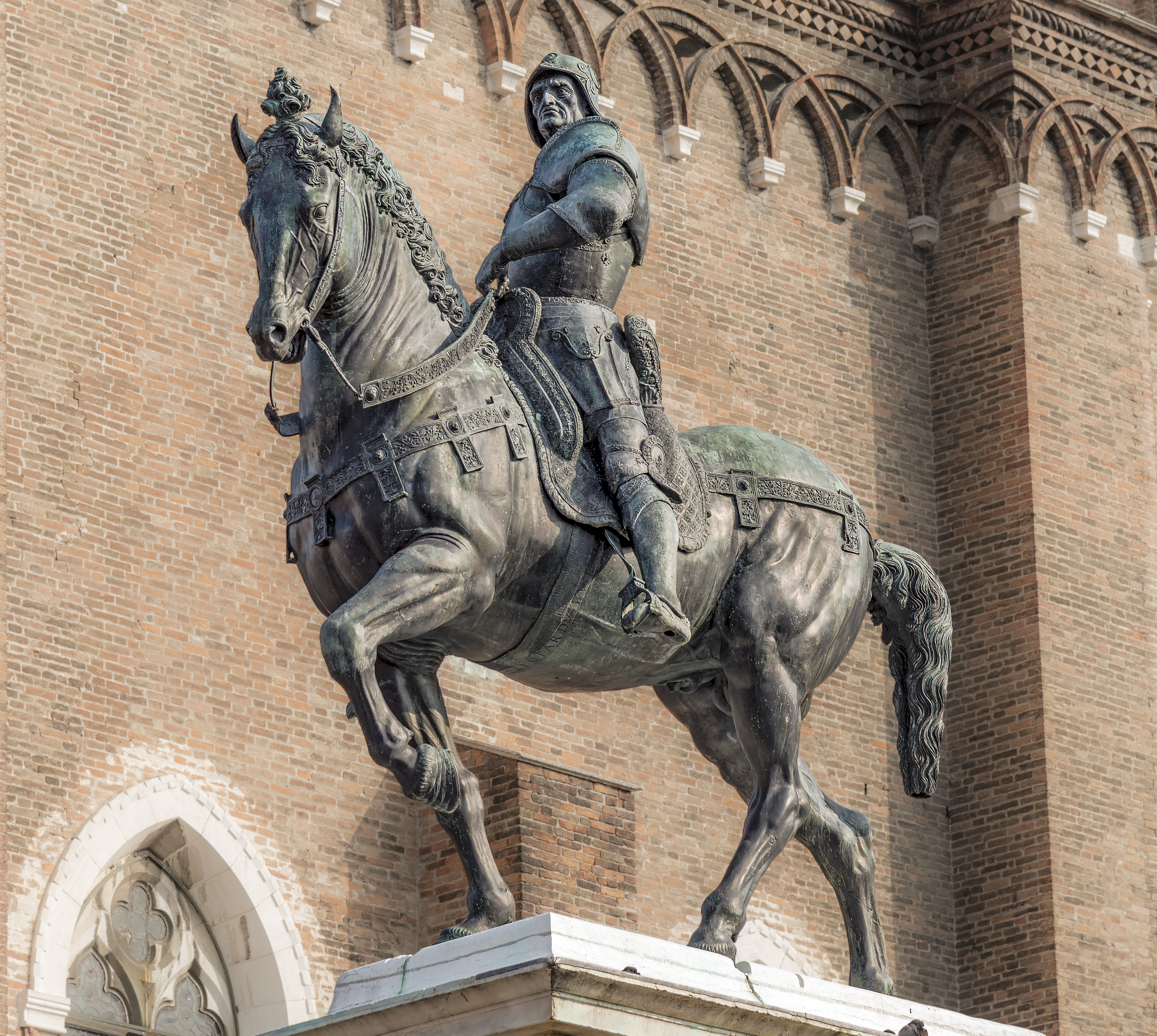
Reiterstandbild des Bartolomeo Colleoni in Venedig (1493)

Werke in Marmor, Terrakotta und anderen Materialien
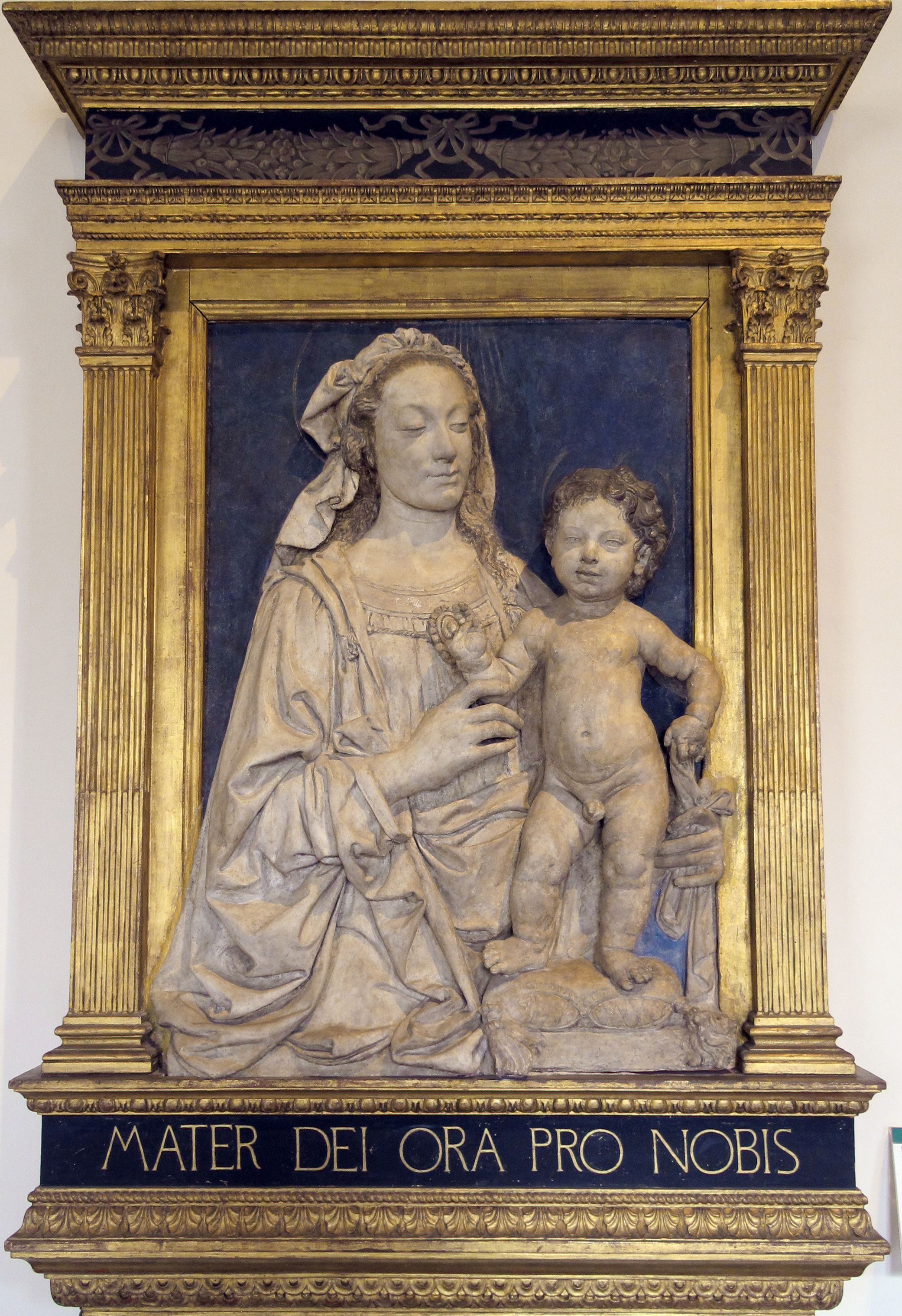
Madonna mit Kind, Terrakotta, 1475 (Bargello, Florenz)
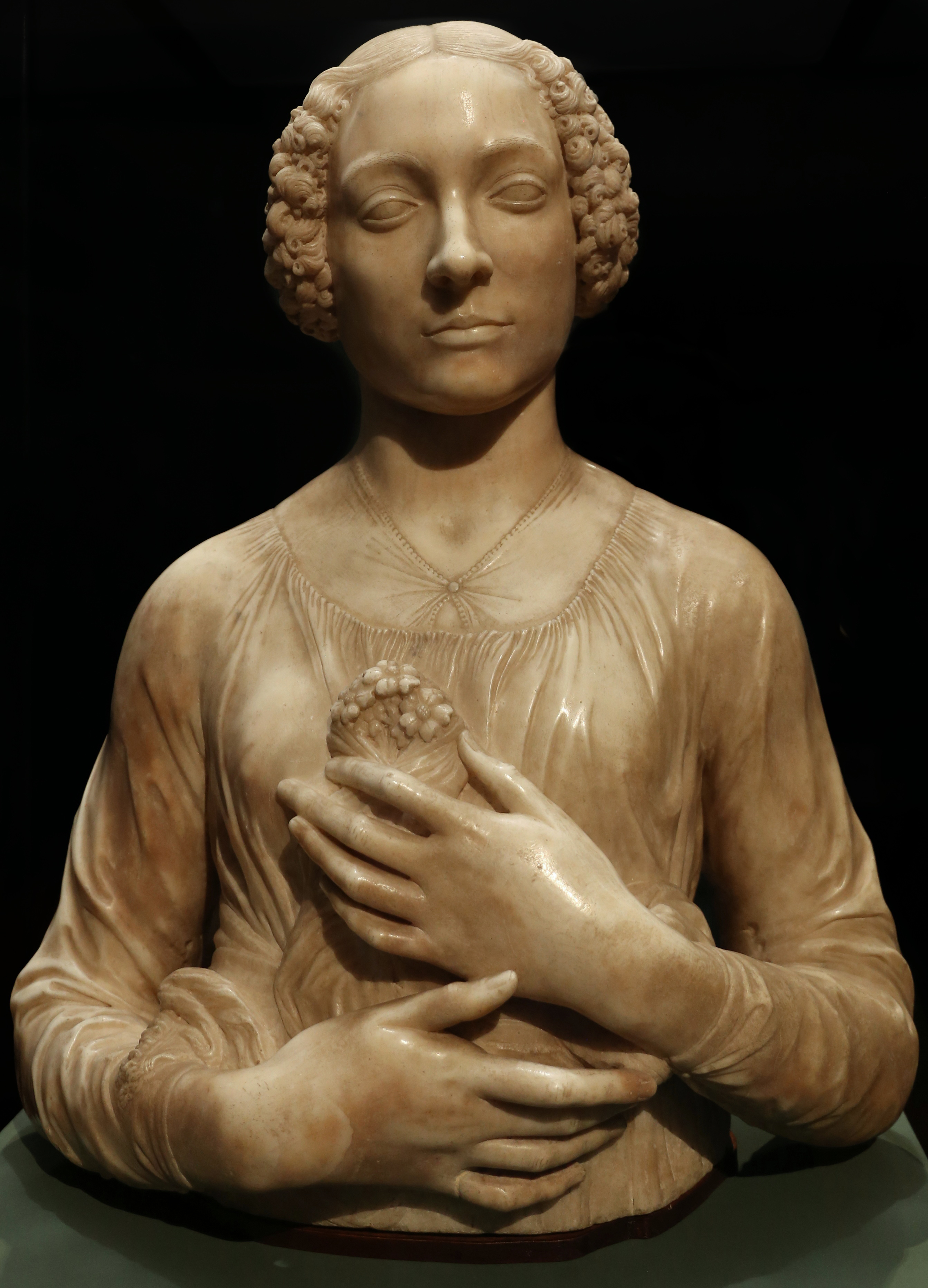
Dame mit Blumenstrauß, Marmor, um 1475–80 (Bargello, Florenz)
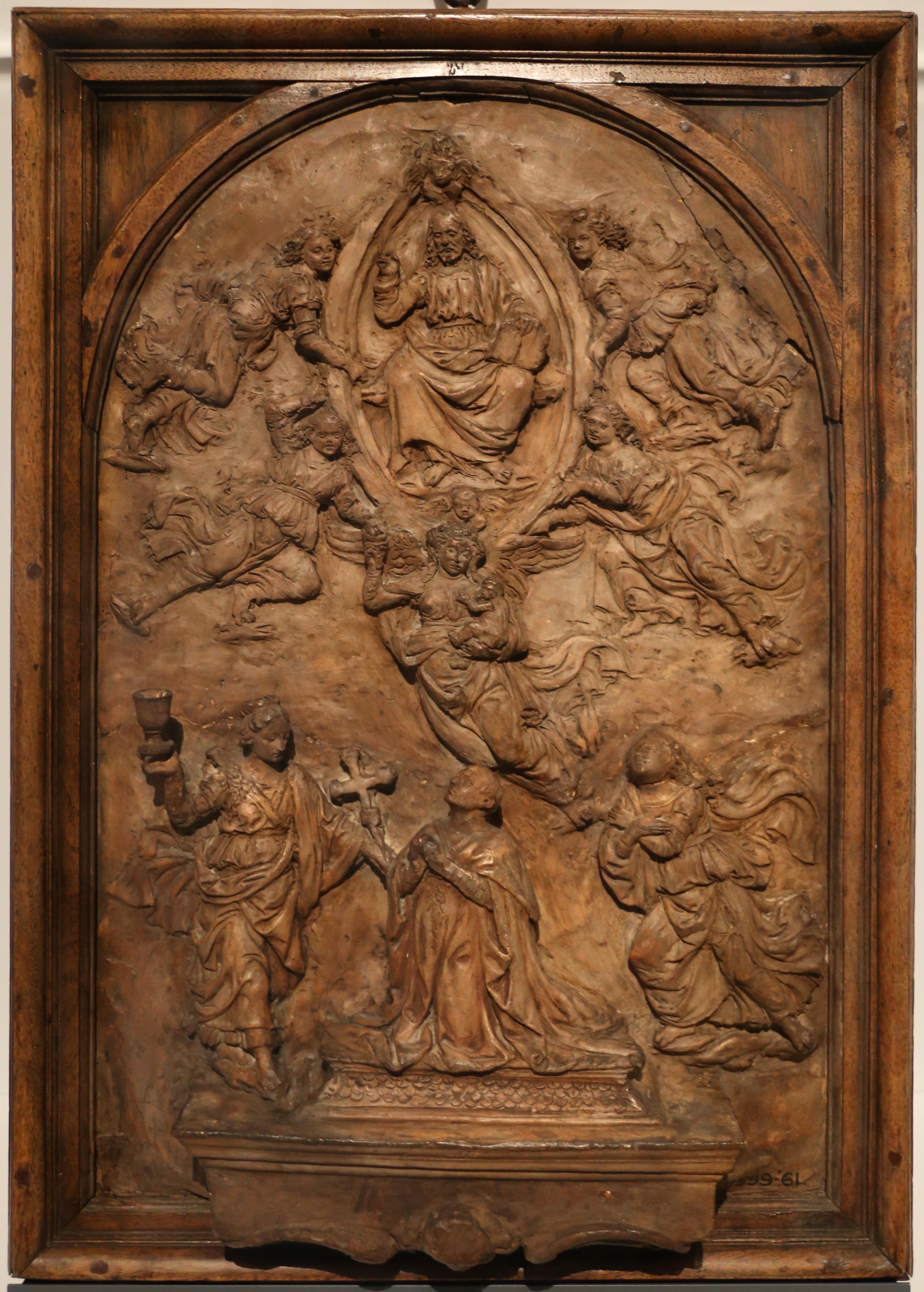
Terrakottamodell für das Kenotaph Kardinals Niccolò Forteguerri, um 1476 (V&A-Museum, London)
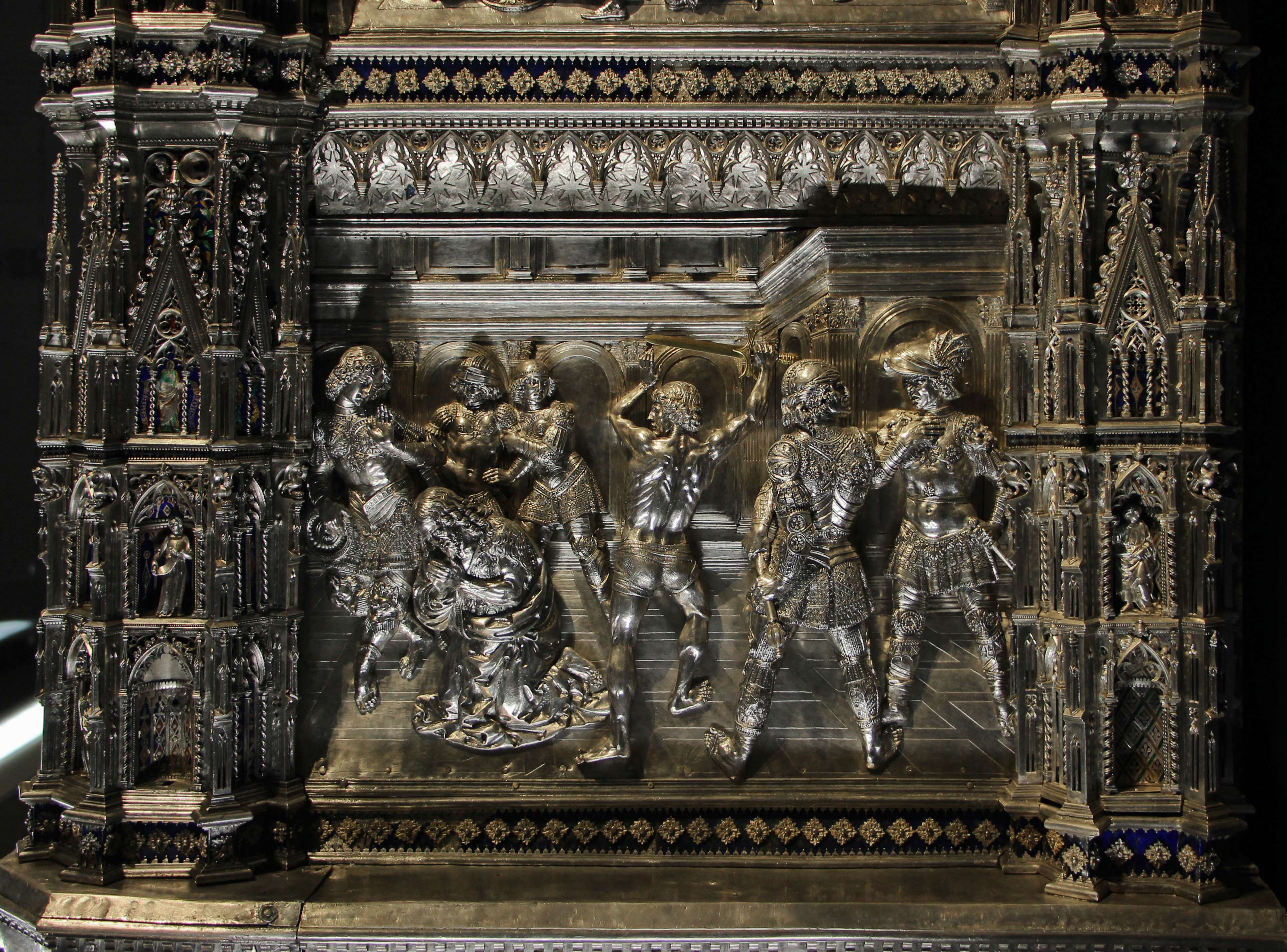
Die Enthauptung des Täufers vom Silberaltar für das Florentiner Baptisterium, 1478–80 (Dommuseum, Florenz)

### Gemälde

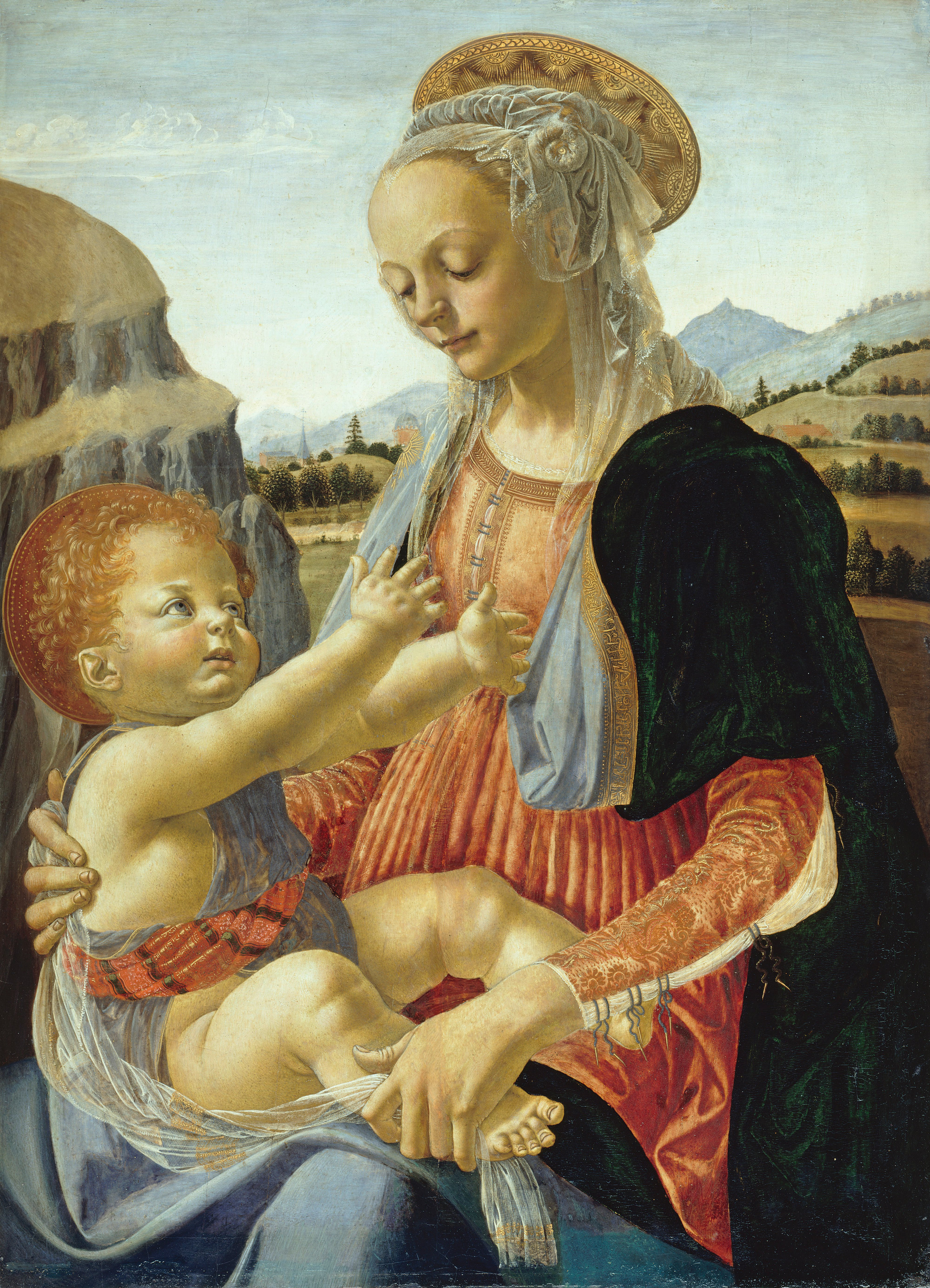
Andrea del Verrocchio: Maria mit Kind, Gemäldegalerie, Berlin

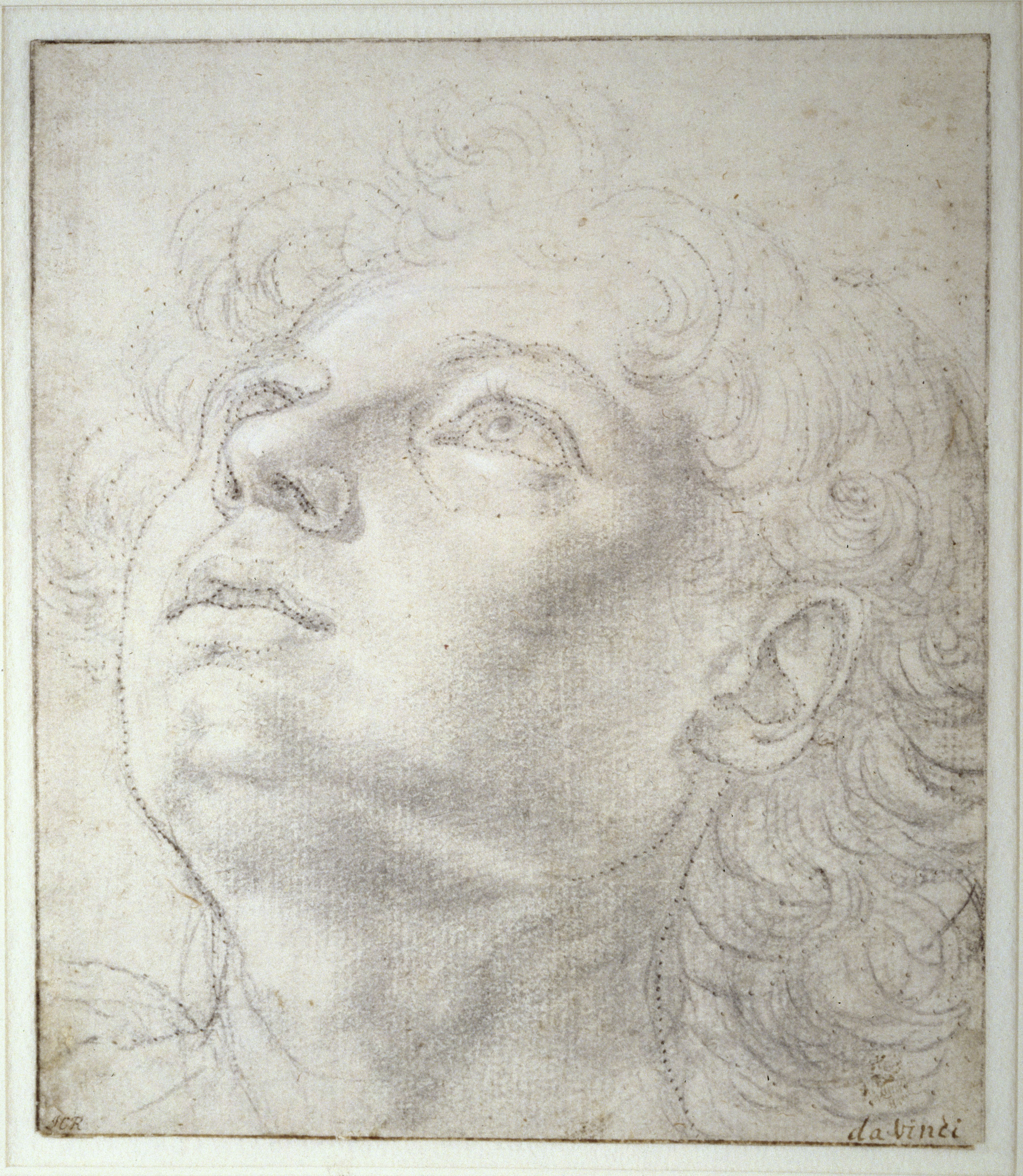
Engelskopf, Modellzeichnung mit Kopierlöchern, um 1465–70, Kupferstichkabinett Berlin

Seine malerische Tätigkeit ist ab 1469 dokumentiert und muss vorher, jedenfalls vor Auflösung der Lippi-Werkstatt in Prato, ausgeübt worden sein. Schon 1472, als sein 20-jähriger Gehilfe Leonardo da Vinci der Lukas-Bruderschaft beitritt, ist die Wirkung seiner Lehrtätigkeit in den Frühwerken Domenico Ghirlandaios und Francesco Botticinis sichtbar. Kaum eines der ihm zugeschriebenen Gemälde ist sicher zuzuordnen und die Datierung ist unsicher.
1469 bewarb er sich vergeblich um eine Beteiligung am Zyklus der sieben Tugenden (ursprünglich für das Tribunale della Mercanzia, heute in den Uffizien) mit einer Zeichnung des Glaubens. Das Gemälde Tobias und der Engel (1470–1480, National Gallery, London) wurde an einen noch zu ermittelnden Assistenten delegiert, wobei für den Fisch und den Hund Leonardo da Vinci vorgeschlagen wird. Um 1475 fertigte er die Taufe Christi (Uffizien, Florenz), an der die Beteiligung des jungen Leonardo da Vinci unverkennbar ist. Zu dieser Zeit überstieg sein Atelier an Umfang und Bedeutung alle übrigen Florentiner Werkstätten. Aus dieser Zeit stammen viele Madonnenbilder, die mit Verrocchio in Verbindung gebracht werden. Eines der wenigen Gemälde, die ihm zugeschrieben werden, ist Maria mit dem Kind (um 1470, Gemäldegalerie, Berlin). In den 1470er Jahren fertigt er als letztes Gemälde ein Altarbild für die Kathedrale von Pistoia. Seine Nachlassverzeichnisse aus Florenz und Venedig führen zehn Gemälde an, die wenn nicht von ihm mit hoher Sicherheit aus seiner Werkstatt stammen.
Als Maler war Verrocchio eher ein anregender Lehrer als ein Neuerer. Er gehörte wohl zu den Ersten, die die Luftperspektive in der Landschaftsdarstellung einsetzten.

## Übersicht der gesicherten Werke
Plastik
- Grabplatte mit Intarsien auf der Gruft Cosimo de’ Medicis, Marmor, 1465–67 (Florenz, San Lorenzo)
- Kandelaber, Bronze, 151,5 × 46,5 (Fuß), 1468/69 (Amsterdam, Rijksmuseum)
- Grabmonument für Piero und Giovanni de’ Medici, Marmor, Pietra serena, roter und grüner Porphyr, Bronze, Bogen: 450, Sockelbreite: 241 cm, 1469–72 (Florenz, San Lorenzo)
- Kugel auf der Laterne der Florentiner Domkuppel, vergoldete Bronze, Durchmesser > 230 cm, 1468–71 (1600 durch Blitzschlag zerstört)
- Christus und der ungläubige Thomas, Bronzegruppe, teilweise vergoldet, 241 und 203 cm, 1466/67–83 (Florenz, Orsanmichele-Museum, Kopien in Nische)
- Dame mit Blumenstrauß, Marmorbüste, 59 × 46 × 24 cm, um 1475 (Florenz, Bargello)
- David mit dem Kopf Goliaths, Bronze, 126 cm, vor 1476 (Florenz, Bargello)
- Kenotaph des Kardinals Nicolò Forteguerri, Marmor, 1476–1483 („fast vollendet“), 1488 sind sieben von neun Figuren fertig, schließlich nach 1514 durch Lorenzo Lotti (Caritas) und vermutlich Giovanni Francesco Rustici (Kardinal) vollendet. 1753 verlegt und umgestaltet (Pistoia, Kathedrale, Museo Civico)
  - Terrakottamodell für das Kenotaph, 39,4 × 26,7 × 6 cm, um 1476 (Victoria and Albert Museum, London)
- Enthauptung Johannes des Täufers, Silberrelief für den Altar im Baptisterium, 31,5 × 42 cm, 1478–80, Mitwirkung Leonardo da Vincis wird angenommen (Florenz, Museo dell’Opera del Duomo)
- Panzerbüste des Giuliano di Piero de’ Medici, Terrakotta, ehem. bemalt, 61 × 66 × 28,3 cm, nach 1478 (Washington, National Gallery of Art)
- Putto mit Delfin, Bronze, 70,3 × 50,5 × 35 cm, späte 1470er Jahre (Florenz, Palazzo Vecchio)
- Reiterdenkmal des Colleoni, nicht erhaltenes Terrakottamodell, posthumer Bronzeguss und Postament von Alessandro Leopardi, 395 cm (o. P.), 1479–1488, 1495 (Venedig, Campo Santi Giovanni e Paolo)

Gemälde
- Madonna mit Kind, Tempera und Öl auf Holz, 75,8 × 54,6 cm, um 1470 (Berlin, Gemäldegalerie)
- Taufe Christi, Tempera auf Holz, frühe 1470er Jahre, unter Mitwirkung Leonardo da Vincis (Florenz, Uffizien)
- Madonna in Piazza, Tempera auf Holz, ab Mitte 1470er Jahre, vollendet 1485 von Lorenzo di Credi (Pistoia, Kathedrale)

## Zugeschriebene Werke
- Christi Auferstehung, mehrteiliges bemaltes Terrakottarelief, 135 × 158 × 30 cm, um 1470 (Florenz, Bargello)
- Korpus eines Kruzifix, Arme ergänzt, Holz, Kork, bemalter Stuck und Leinen, 98 × 103 cm, um 1475, mit Werkstatt (Florenz, Bargello, von der Confraternita di San Girolamo e di San Francesco Poverino)